# Male nore ideje
Male nore ideje je drugi studijski album slovenske pop rock skupine Tabu, izdan septembra 2002 pri založbi Menart Records.

## Seznam pesmi
| Št.             | Naslov          | Besedilo        | Glasba          | Dolžina |
| --------------- | --------------- | --------------- | --------------- | ------- |
| 1.              | „Ocean‟         | Marjan Pader    | Tomaž Trop      | 3:21    |
| 2.              | „Simfonija‟     | Iztok Melanšek  | Melanšek • Trop | 4:33    |
| 3.              | „Angel‟         | Melanšek        | Trop            | 4:02    |
| 4.              | „Poljub v srce‟ | Nina Vodopivec  | Pader           | 3:49    |
| 5.              | „Divje‟         | Vodopivec       | Trop            | 4:11    |
| 6.              | „Sanje‟         | Pader           | Trop            | 4:11    |
| 7.              | „Evolucija‟     | Pader           | Trop            | 3:17    |
| 8.              | „Ne bom‟        | Vodopivec       | Trop            | 3:27    |
| 9.              | „Najlepši dan‟  | Melanšek        | Trop            | 2:56    |
| 10.             | „Nasmeh‟        | Pader           | Pader           | 3:08    |
| 11.             | „Uspavanka‟     | Pader           | Trop            | 3:01    |
| Skupna dolžina: | Skupna dolžina: | Skupna dolžina: | Skupna dolžina: | 39:56   |

## Zasedba

### Tabu
- Nina Vodopivec — vokal, spremljevalni vokal
- Tomaž Trop — električna kitara, spremljevalni vokal
- Marjan Pader — akustična kitara, spremljevalni vokal
- Iztok Melanšek — bas kitara, spremljevalni vokal
- Primož Štorman — bobni, spremljevalni vokal
- Sandi Trojner — klaviature

### Ostali
- Žarko Pak — produkcija, snemanje, miksanje
- Nenad Dragičevič – Cile — inženiring